# Drepanoptila holosericea
La tortora piumosa o colomba frugivora sericea (Drepanoptila holosericea (Temminck, 1809)) è un uccello della famiglia dei columbidi,unica specie del genere Drepanoptila, endemico della Nuova Caledonia.

## Distribuzione e habitat
È una specie endemica della Nuova Caledonia, dove è comune in tutta l'isola principale. È assente nelle Isole Loyalty, mentre è ampiamente diffusa nell'isola dei Pini.
Vive principalmente nelle fitte foreste umide, specialmente in quelle montane fino a 1000 metri di altitudine. Ma nidifica anche nelle savane dominate dal Niaouli(Melaleuca quinquenervia).

## Sistematica
È una specie monotipica.

## Descrizione

### Dimensioni
È un uccello di medie dimensioni, con lunghezza variabile fra i 25-28,5 centimetri e il peso fra i 160-220 grammi. Le femmine sono leggermente più piccole dei maschi.

### Aspetto
Il piumaggio delle ali è verde brillante e giallo. La gola e il piumaggio fitto delle zampe è bianco. La testa, il collo e il petto sono di colore verde brillante. Il piumaggio del petto è separato dal piumaggio addominale attraverso due piccole fasce una bianca e una nera. Il ventre e sotto coda sono di colore giallo brillante. Il becco è verdastro scuro. L'iride è rosso. La colorazione nella femmina è più opaca e meno marcata.

## Biologia
Occasionalmente gregario, si riunisce in grandi stormi su alberi da frutta per alimentarsi. 

### Alimentazione
Si nutre di una grande varietà di piccoli frutti e bacche in particolare i fichi e le bacche di Elaeocarpus angustifolius.

### Riproduzione
Si riproduce presumibilmente da luglio a novembre. Il nido è posto su alberi o su arbusti. Osservazioni in cattività suggeriscono che sia la femmina a costruire il nido. La femmina depone due uova bianche ma gli uccelli in cattività depongono solo un uovo. Solo la femmina si occupa dell'incubazione che è di 21 giorni e della cura dei piccoli.

## Conservazione
Gli studi svolti nel 1998 stimano una popolazione di 140.000 uccelli, i livelli di caccia sono attualmente molto bassi a causa delle alte quote delle cartucce delle pistole tuttavia una possibile riduzione o eliminazione delle quote porterebbe a una rapida riduzione della popolazione nelle prossime tre generazioni (20 anni). È una specie protetta dalla legge, anche se la caccia illegale è diffusa. È quindi classificata come specie prossima alla minaccia (NT).